# تپه لمبرت
تپه لمبرت (به انگلیسی: Lembert Dome) یک کوه در ایالات متحده آمریکا است که در شهرستان توآلومی، کالیفرنیا واقع شده‌است. تپه لمبرت ۲٬۸۸۱٫۹۲ متر بالاتر از سطح دریا واقع شده‌است.